# Чорна Гора (заказник)
Чо́рна Гора́ — ботанічний заказник загальнодержавного значення (з 1974 року). Розташований у Виноградівському районі Закарпатської області, між містом Виноградовом і селом Мала Копаня.
Площа 823 га. Перебуває у віданні ДП «Виноградівське ЛГ» (Виноградівське лісництво, кв. 16-18, 20-25). Є одним із заповідних масивів Карпатського біосферного заповідника.
У межах заказника розташована однойменна гора, вулканічний останець — Чорна Гора (568 м). Гора належить до так званих острівних гір, тобто вона не є частиною жодного гірського хребта чи масиву (деякі джерела відносять гору до Вигорлат-Гутинського вулканічного пасма). З трьох боків Чорна Гора оточена рівниною (Закарпатська низовина), і лише її північні схили переходять у пологе горбкувате підвищення, яке простягаються на північний схід до масиву Тупий. Уздовж східних схилів гори протікає річка Тиса, яка в декількох місцях утворила високі скелясті урвища.
Геологічну основу Чорної Гори складають андезити, ліпарити, туфи, які місцями виходять на поверхню у вигляді стрімких скель. На цих вулканічних породах сформувалися буроземні ґрунти різної потужності. Найкраще рослинний покрив у заказнику зберігся на верхній частині гори на скелястих схилах. Панівними є формації дубових та букових лісів. Букові ліси поширені переважно на північних схилах. Крім того, на виходах андезитових порід збереглися єдині в Україні осередки ясена білоцвітого. Чагарники представлені такими теплолюбними видами, як бирючина звичайна, бруслина європейська, глід одноматочковий, дерен справжній, виноград справжній.
У флористичному плані особливо цікаві осередки степових, скельних та середземноморських фітоценозів на крутих південних схилах. Тут ростуть рідкісні для Українських Карпат види — вишня степова, жостір проносний, клокичка периста, зіновать австрійська, ковила найкрасивіша, гадюча цибулька гроноподібна, костриця борозниста, перлівка трансільванська, півники угорські та інші. Загалом на території заказника зростає близько 400 видів вищих рослин.
Для фауни Чорної Гори характерна наявність специфічних теплолюбних видів, зокрема безхребетних.
У 1997 р. увійшов до складу Карпатського біосферного заповідника.

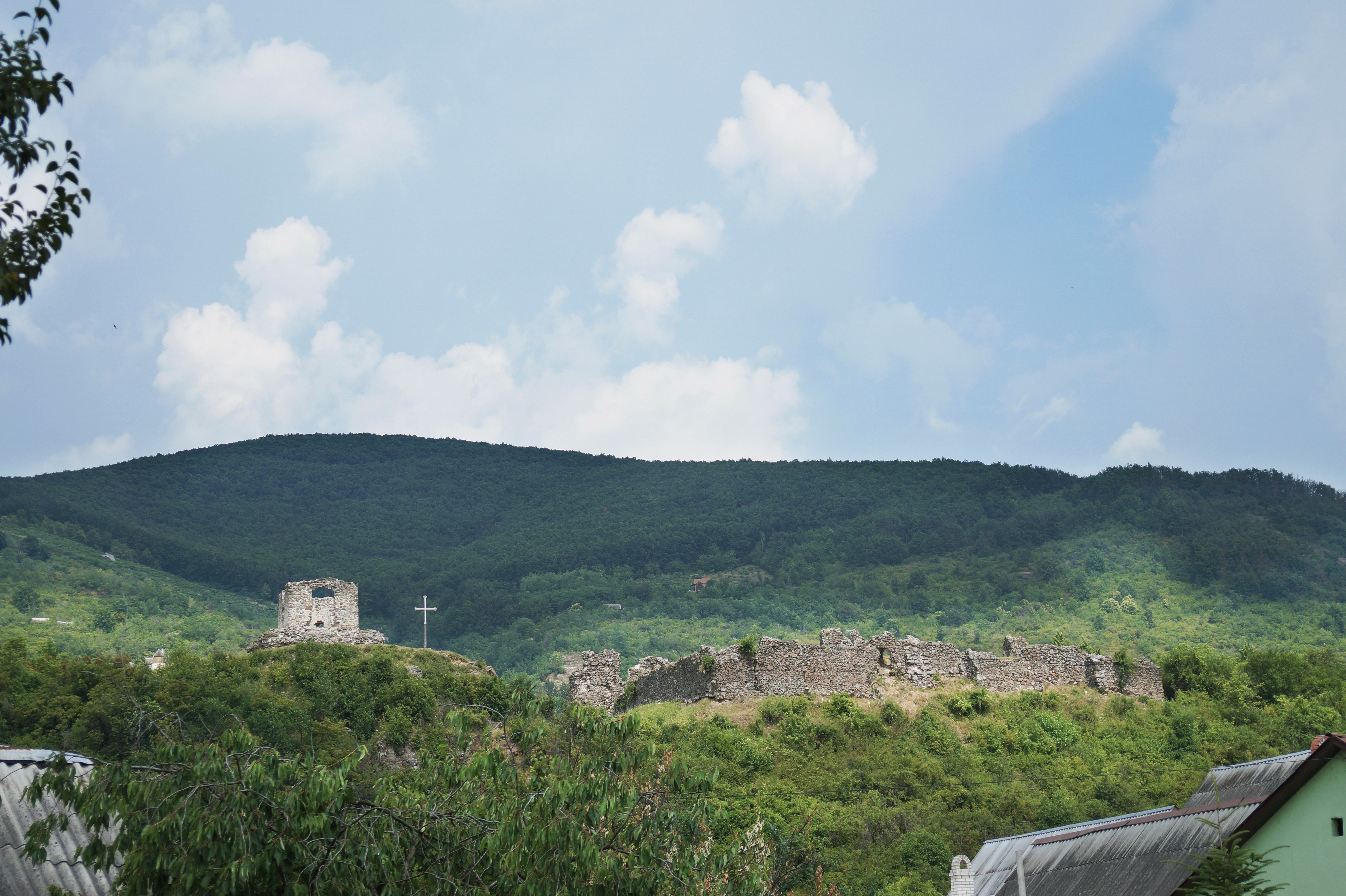
Чорна гора та замок Канків у підніжжі
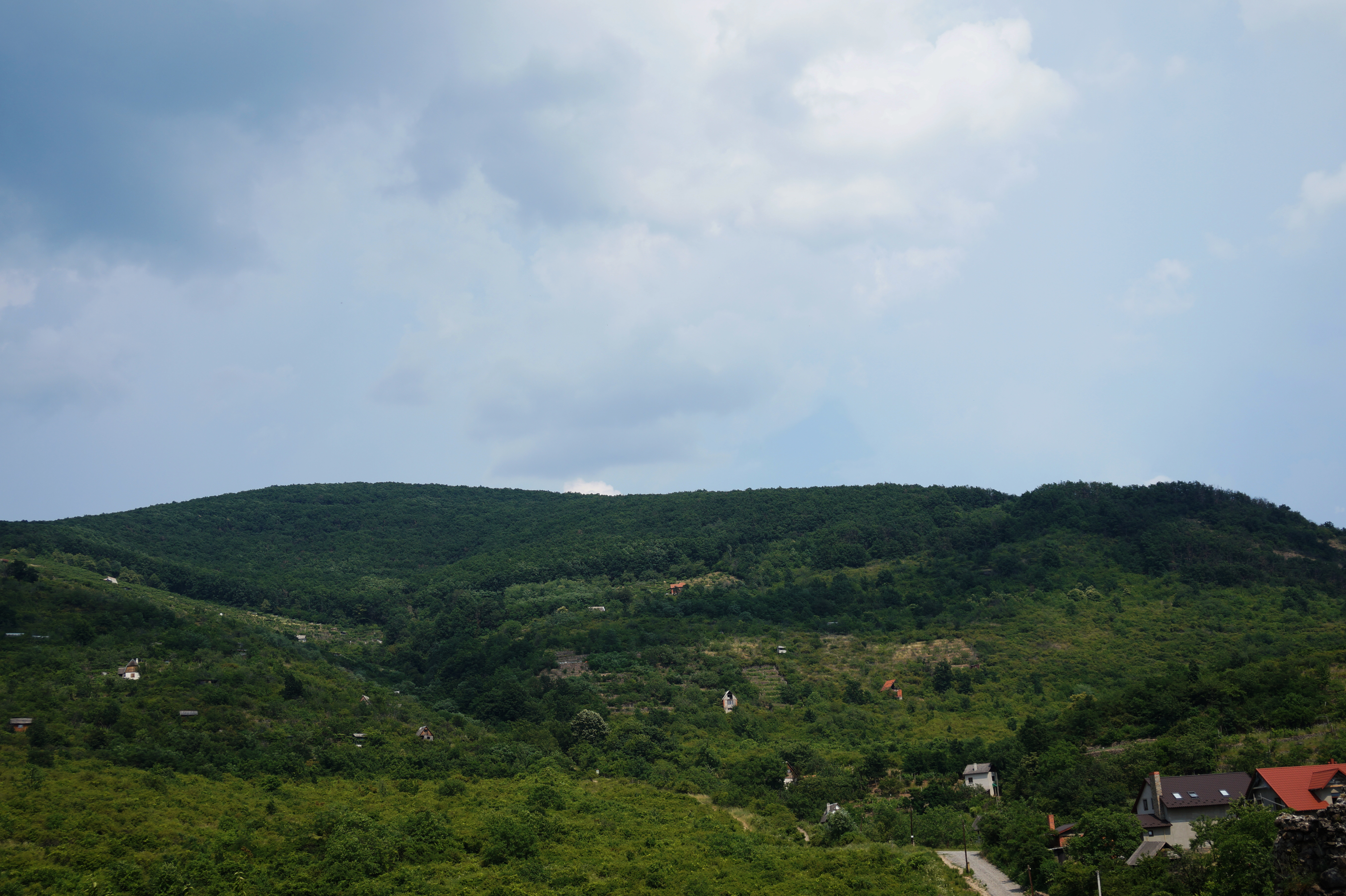
Чорна гора
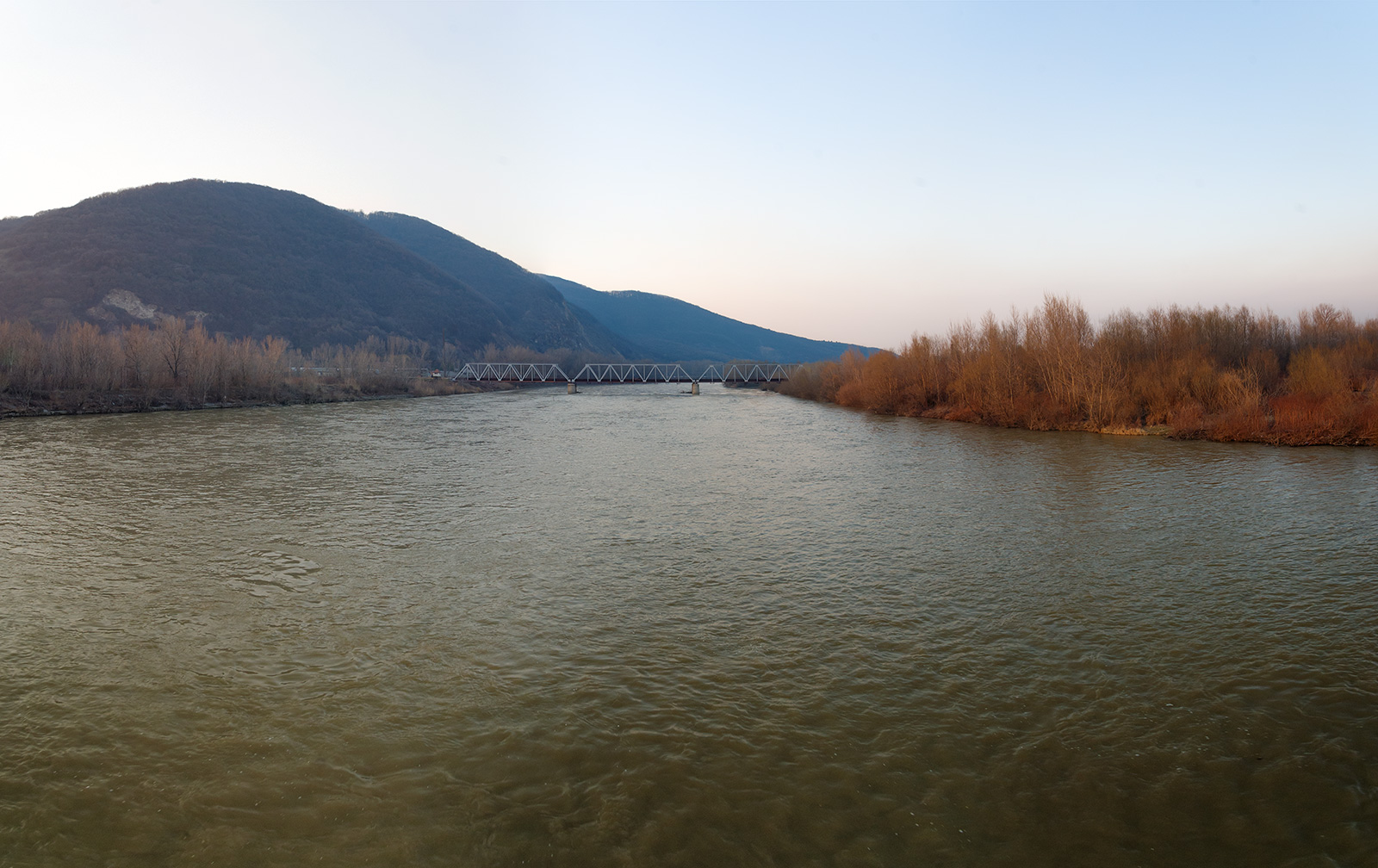
Краєвид з боку Тиси
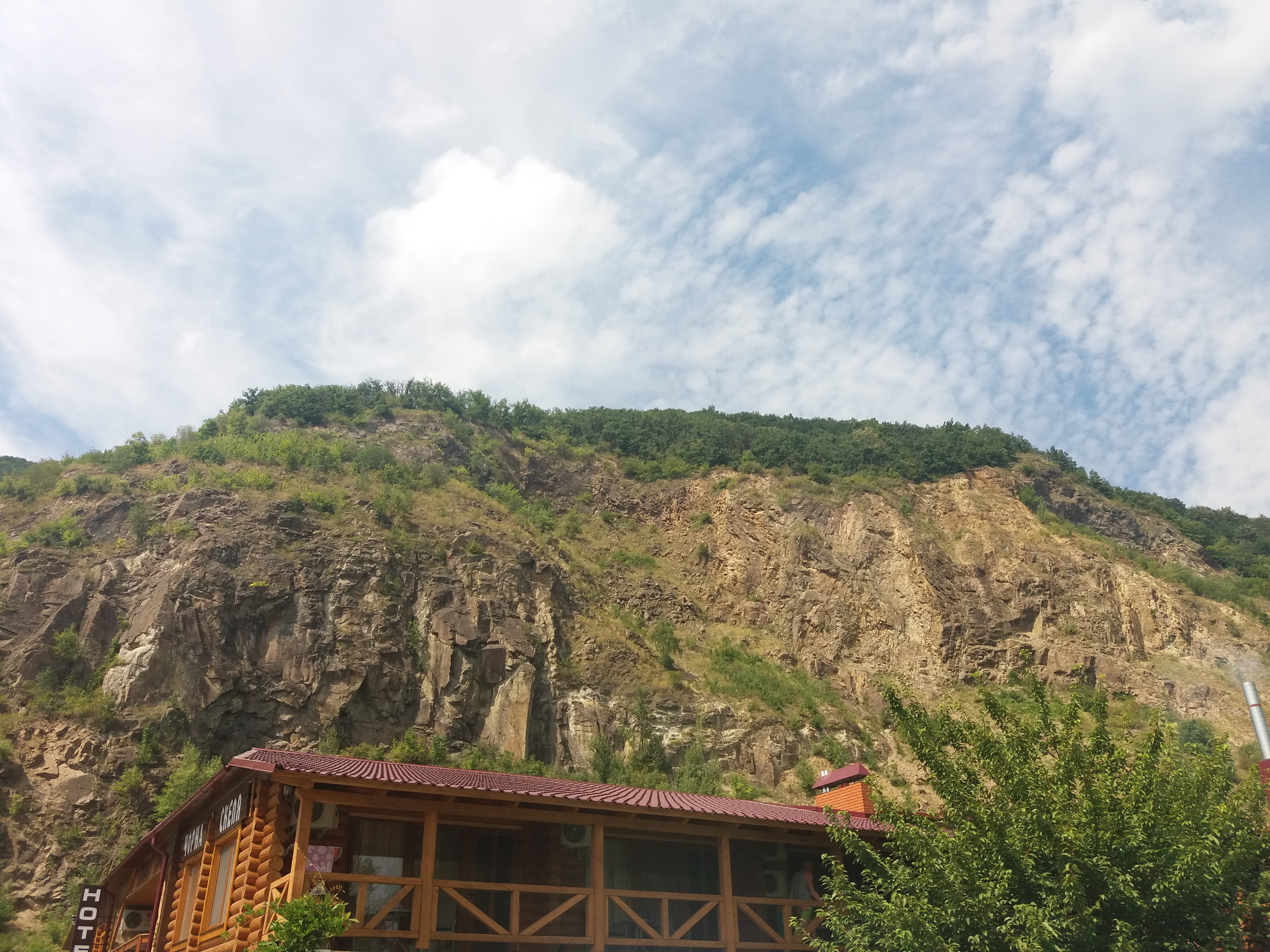
Скелі зі східного боку гори
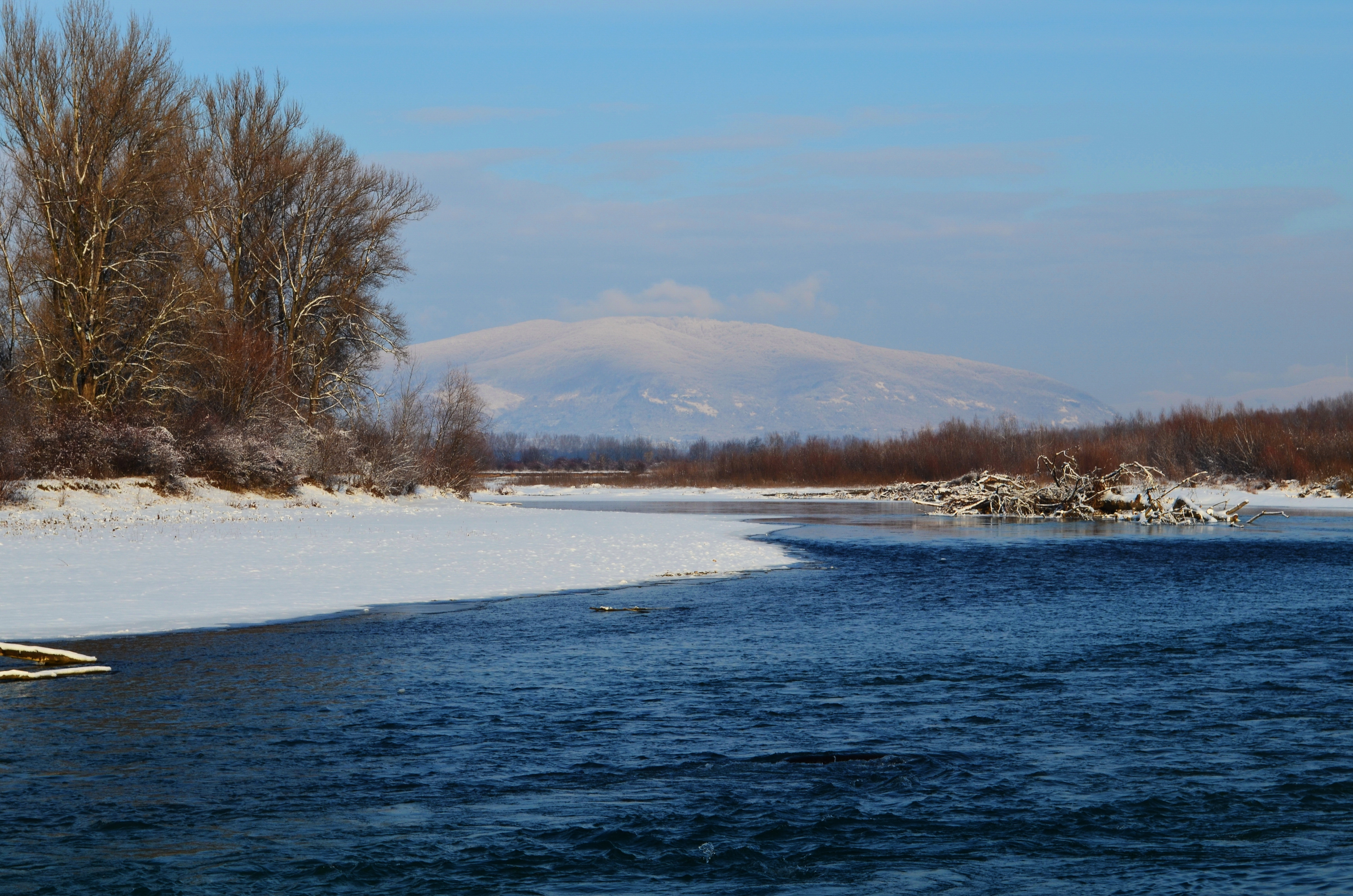
Зимова гора з боку Тиси